# Nesoluma nadeaudii
Nesoluma nadeaudii là một loài thực vật thuộc họ Sapotaceae. Đây là loài đặc hữu của Polynésie thuộc Pháp.